# Carl Benton Reid
Carl Benton Reid, född 14 augusti 1893 i Lansing, Michigan, död 16 mars 1973 i Hollywood, Kalifornien, var en amerikansk skådespelare. Han filmdebuterade 1941 i Kvinnan utan nåd där han gjorde samma roll som i Broadway-uppsättningen filmen bygger på. Reid fick ofta spela osympatiska figurer på film.
Han var skådespelare på Broadway under åren 1929-1949.

## Filmografi i urval
- 1941 – Kvinnan utan nåd
- 1942 – Tennessee Johnson
- 1950 – Hon stod i rök och damm
- 1950 – Nakna nerver
- 1951 – Caruso, storsångaren
- 1952 – Dömd utan bevis
- 1954 – Den brutna lansen
- 1956 – Jagad
- 1959 – Döden gillrar fällan
- 1962 – Tryckpunkten
- 1966 – Madame X